# Pihen-lès-Guînes
Pihen-lès-Guînes és un municipi francès, situat al departament del Pas de Calais i a la regió dels Alts de França. L'any 2011 tenia 473 habitants.

## Situació
Pihen-lès-Guînes es troba al nord del departament del Pas de Calais. Està a prop d'altres municipis, com ara Bonningues-lès-Calais o Landrethun-le-Nord.

## Administració
Pihen-lès-Guînes es troba al cantó de Guînes, que al seu torn forma part del districte de Calais. L'alcalde de la localitat és Jean-Luc Marot (2014-2020).

## Història
El nom de Pihen apareix per primera vegada a la carta de fundació de l'abadia d'Ardres el 1084, sota el nom de Pithem, del germànic "pit" (pou) i "hem" (residència, poble). A la regió de Calais i de Boulogne-sur-Mer, l'arrel hem esdevé hen (Hermelinghen, Hardinghen…), i amb la desaparició de la "t", el nom del poble va esdevenir Pihen.
Pihem és una altra població del Pas de Calais. La confusió dels dos noms provocava que hi hagués problemes en el lliurament del correu, de manera que Pihen va canviar el seu nom a Pihen-lès-Guînes el 1923.
El poble és sens dubte molt antic. S'han trobat sepultures de l'alta edat mitjana, especialment sarcòfags i esquelets reposant sobre guix. En diverses ocasions, agricultors que llauraven el camp han trobat teules molt espesses i fetes a mà. Testimonis de temps més llunyans, les obres de construcció de la carretera departamental van treure a la llum uns ullals de mamut i un crani de rinoceront.
Al centre del poble hi ha una cruïlla on convergeixen set camins, dels quals alguns daten de l'edat mitjana. El poble és travessat d'una banda a l'altre en sentit est-oest per una antiga via romana, una branca derivada a Guînes de la Leulène (o camí de Leulingue), que va en línia dreta de Thérouanne a Sangatte. Aquesta branca unia Guînes amb Wissant, que era un port d'embarcament vers Anglaterra molt freqüentat a l'edat mitjana. Aquest camí és una part de la Via Francigena, un camí de pelegrinatge que unia Canterbury a Roma. Sigeric, arquebisbe de Canterbury del 989 al 994, en va fer la descripció més antiga en tornar de Roma. Aquest itinerari, fet en vuitanta etapes d'uns vint quilòmetres, està descrit per un manuscrit. Aquest itinerari, amb referències més antigues que les de Sant Jaume de Compostel·la, posa les bases de l'actual.
A l'edat mitjana, Pihen va formar part del Comtat de Guînes i després, com tots els pobles de la regió de Calais, va romandre en mans angleses entre el 1347 i el 1558.
Després que François, segon duc de Guise, alliberés Pihen el 1558, el poble va entrar a formar part del ‘’pays reconquis'’ (terra reconquerida). Després de la marxa dels colons anglesos establerts des de la capitulació de Calais el 1347 i l'expulsió dels propietaris francesos, calia repartir les terres entre els nous propietaris.
Les penúries de Pihen, però, encara no s'havien acabat. Amb la guerra entre França i Espanya, el territori de Pihen era un camp de batalla, amb l'amenaça dels espanyols situats a la zona veïna de Flandes, que aleshores era territori espanyol. El territori podia canviar de mans d'un dia a l'altre, cosa que va passar múltiples vegades entre el 1596 i el 1598. L'antiga església, del segle xiii, va ser danyada i incendiada en aquell temps.

## Llocs d'interès
- Església de Notre-Dame de l'Annonciation
- Castell d'Alenthun
- Le manoir du Beauregard
- Castell de la Rocherie
- Castell de la Quennevacherie
- L'antic molí
- Cementiri de la Commonwealth britànica

## Transport
La població és servida per l'estació de Pihen.